# شارل دي فالوا، دوق أنغوليم
شارل دي فالوا، دوق أنغوليم (بالفرنسية: Charles d'Angoulême )‏ (و. 1573 – 1650 م) هو دبلوماسي فرنسي، توفي في باريس، عن عمر يناهز 77 عاماً.

## مناصب
تولى منصب سفير فرنسا لدى النمسا.

## جوائز
حصل على جوائز منها:
- Knight of the Order of the Holy Spirit  [لغات أخرى]‏
- فارس ترتيب سانت ميشيل.

## روابط خارجية
- شارل دي فالوا، دوق أنغوليم على موقع الموسوعة البريطانية (الإنجليزية)